# أدريان غونزاليس (دراج)
أدريان غونزاليس (بالإسبانية: Adrian González Velasco) هو دراج إسباني، ولد في 13 سبتمبر 1992 في برغش في إسبانيا.

## وصلات خارجية
- أدريان غونزاليس على موقع الاتحاد الدولي للدراجات (الإنجليزية)
- أدريان غونزاليس على موقع أرشيف الدراجات (الإنجليزية)
- أدريان غونزاليس على موقع إحصائيات الدراجات الإحترافية (الإنجليزية)
- أدريان غونزاليس على موقع نسبة الدراجات (الإنجليزية)